# Травма

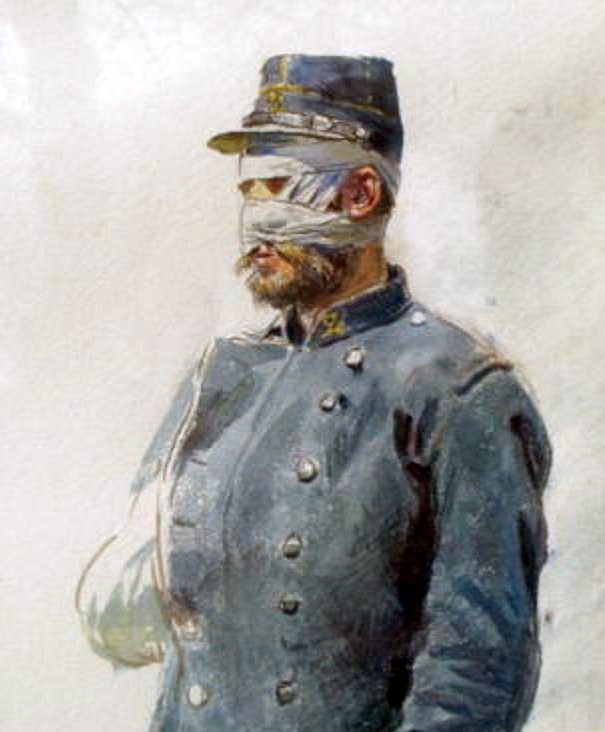
Морис Оранж — Солдат, 1915 год.

Тра́вма (от др.-греч. τραῦμα «рана») — повреждение, под которым понимают нарушение анатомической целостности или физиологических функций органов и тканей тела человека, возникающее в результате внешнего воздействия.
В зависимости от вида повреждающего фактора различают механические (ушибы, переломы и т. п.), термические (ожоги, обморожения), химические травмы, радиационные, баротравмы (под действием резких изменений атмосферного давления), электротравмы, и так далее, а также комбинированные травмы. По обстоятельствам получения повреждений различают бытовые, спортивные, производственные, боевые травмы и тому подобное.

## Виды травм
- Открытые — повреждаются покровы организма
- Закрытые — кожа и слизистые оболочки остаются целыми
- Ушиб мягких тканей — представляют собой повреждение мягких тканей, которые развиваются при резком сжатии тканей между двумя твердыми поверхностями.
- Растяжение связок — это ограниченное повреждение связочного аппарата сустава, при котором под воздействием внешней силы, происходит чрезмерное растяжение связок сустава, при этом, обычно, часть волокон связок разрывается.
- Вывих
- Разрыв связок
- Перелом кости
- Электротравма
- Черепно-мозговая травма
- Спинномозговая травма
- Психологическая травма
- Ампутация конечностей

### Сочетанная и множественная травма
Сочетанное повреждение (англ. associated injury) — это одновременно возникшее поражение двух или более органов, принадлежащих к различным анатомо-физиологическим системам. Например, травма легкого и печени, ушиб головного мозга и разрыв почки, совместная травма органов опоры и движения, а также магистральных сосудов и нервов. Самую обширную группу сочетанных повреждений представляют травмы внутренних органов и опорно-двигательной системы.
Множественная травма (англ. multiple injury) — повреждение органов в одной полости (ранения тонкой и толстой кишок, разрыв печени и селезенки), травмы в пределах двух и более анатомо-функциональных образований опорно-двигательной системы (перелом плеча и бедра, перелом обеих пяточных костей), повреждения сосудов и нервов в различных анатомических сегментах конечности или конечностей.
Комбинированная травма (combined injury) — это одновременное наличие у пострадавшего двух и более этиологически разнородных повреждений: перелом кости и ожог, разрыв органа и отравление, механическая травма и лучевая болезнь и т. п.
Политравма — сборное понятие, включающее множественные, сочетанные и комбинированные повреждения. В таких случаях в организме возникают более тяжёлые повреждения, нередко заканчивающиеся гибелью пострадавшего.

### Спортивная травма
Повреждение тканей (обычно мышечных и соединительных) вызванное физической нагрузкой, характерной для занятий спортом. Например, во многих видах спорта часто встречается повреждение мениска.
В клинической медицине существует специальный раздел — травматология, изучающий травмы, их причины, виды, течение, методы профилактики и лечения. Судебно-медицинская экспертиза решает другие задачи, связанные с точным установлением причин и объёма повреждений.

### Физикальное обследование

#### Первичное обследование
Первичное обследование необходимо начинать с установления уровня сознания, проходимости дыхательных путей и качества дыхания. В отношении травмированных пациентов врач должен исходить из вероятности повреждения шейного отдела позвоночника и обеспечить линейную иммобилизацию для сохранения шейного отдела позвоночника. Позицией обеспечивающей проходимость дыхательных путей является выдвижение нижней челюсти.

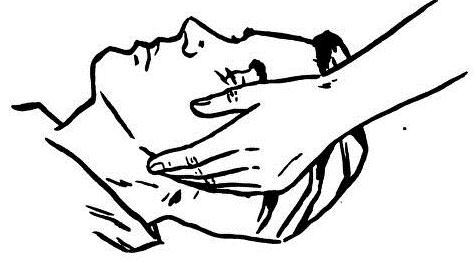
Позиция выдвижения нижней челюсти, для обеспечения проходимости дыхательных путей

Полость рта должна быть обследована на наличие инородных тел, крови или секрета. Часто у детей наблюдается западание языка, что решается правильной позицией (см. выше). Дальнейшие действия по поддержанию дыхания (ручной дыхательный аппарат для искусственной вентиляции лёгких, эндотрахеальная интубация) при первичном обследовании осуществляется если у детей наблюдается апноэ, существенная дыхательная недостаточность, серьёзная травма головы, или если проходимость дыхательных путей не может поддерживаться иным образом. Все травмированные пациенты первоначально должны быть снабжены дополнительным кислородным питанием через нереверсивную маску в концентрации 100 %. Адекватность дыхания оценивается по частоте дыхания, его интенсивности, движению и симметрии грудной клетки, трахеальным отклонениям. Также в зависимости от повреждений может понадобиться перевязка кровотечений, герметизация открытого пневмоторакса, окклюзионной (герметичной) повязкой, пунктирование для декомпрессии напряжённого пневмоторакса, установка плевральной дренажной трубки при пневмотераксе или гемотораксе
Следующий этап — оценка состояния кровообращения (См. также Шок). Необходимо установление катетера с максимальным диаметром допустимым для данного пациента, желательно в каждую локтевую ямку. В состояниях угрожающих жизни при трёхкратной неудаче или невозможности такого доступа в течение 90 секунд, может быть применена внутрикостная инфузия или можно при интравенозном доступе применить катетер центральных вен или технику вскрытия вен. Необходим первоначальный внутривенный (внутрикостный) болюс 20 мл/на кг веса, изотонического кристаллоидного раствора такого как физиологического раствора или лактата Рингера должен быть влит в течение от 5 до 10 минут (например посредством большого шприца). Эту процедуру можно повторить для терапии гиповолемического шока. После того как был достигнут уровень влитого раствора в 60 мл/на кг веса, требуется вливание эритроцитарной массы объёмом 10 мл/на кг веса. Раны с высокой кровоточивостью необходимо перевязать давящей повязкой.

#### Вторичное обследование
После стабилизации состояния пациента проводится вторичное обследование. Осуществляется более тщательное обследование организма на наличие травм, контролируются основные показатели состояния организма как это делалось на предшествующей стадии, используются также другие способы контроля состояния организма такие как, катетер Фолея, назогастральный зонд, пульсовая оксиметрия.
При травме следует учитывать стадии шока. На компенсированной стадии имеющиеся у организма механизмы сохранения кровяного давления эффективны. Могут проявляться такие признаки: уменьшенная наполнение капилляров, уменьшенный пульс, холодные конечности, тахипноэ, однако кровяное давление — нормальное, сопровождающееся тахикардией. Компенсированный шок если не предпринимаются меры переходит в некомпенсированную стадию, для которой характерны такие признаки как уменьшенный уровень сознания, бледность, уменьшенный диурез, пониженное кровяное давление, с нитевидным пульсом, выраженная тахикардия. Шок сопровождающий травму может иметь несколько причин, однако всегда должна предполагаться кровопотеря. Шоковое состояние не должно рассматриваться как исключительно следствие травмы головы. Понижение кровяного давления при травме головы как правило происходит на терминальной стадии.
Ввиду опасности травм и высокой смертности, диагностика и лечение должны производиться одновременно. Основные показатели состояния организма должны проверяться каждый 5 минут при первичном обследовании и каждые 15 минут при вторичном обследовании до стабилизации состояния пациента.

### Лабораторное обследование
Стандартный перечень лабораторных тестов включает: полный дифференциальный подсчёт кровяных телец, анализ электролитов, азота мочевины крови, креатанина, глюкозы, амилазы, липазы, протромбинового времени, частичного тромбопластинового времени, мочи, определение группы крови и совместимости.

## Травмы у детей
Выделяют следующие характеристики, повышающие опасность травмы для ребёнка:
- Анатомические характеристики
  - Меньший размер тела ребёнка обуславливает более значительное распределение силы, являющейся причиной травмы, поэтому большее число органов оказываются повреждёнными,
  - Выступающий затылок, увеличенная пропорция головы по отношению к телу, слабые мышцы шеи, более высокий центр тяжести предрасполагают детей к травмам головы,
  - Кости черепа более тонкие, мозг в меньшей степени миелинизированный — это обуславливают большую серьёзность травм головы,
  - Скелетная и связочная структура более пластична, что обусловливает более значительную передачу силы на внутренние органы,
  - Мышцы и подкожная основа обладают меньшей защитной функцией в отношении внутренних органов, что обуславливает их большую уязвимость,
  - Пластины роста ещё не соединены, что может привести к эпифизеолизу и аномалии при росте кости после выздоровления
- Физиологические характеристики
  - Повышенная пропорция отношения площади поверхности тела к весу делает детей более предрасположенными к гипотермии, что может осложнить шоковое состояние ребёнка и ухудшить ацидоз с коагулопатией
  - Гипоксия и нарушения дыхания наиболее вероятны в детском возрасте
  - Геморрагический шок первоначально сглаживается увеличенным сердечным ритмом и периферическим сосудистым сопротивлением без существенных изменений в артериальном систолическом давлении

| Возраст       | Вдохов в мин. | Пульс   | Кровяное давление (систолическое) |
| ------------- | ------------- | ------- | --------------------------------- |
| Новорождённый | 30—60         | 100—160 | 50—70                             |
| 1—6 нед.      | 30—60         | 100—160 | 70—95                             |
| 6 мес.        | 25—40         | 90—120  | 80—100                            |
| 1 год         | 20—40         | 90—120  | 80—100                            |
| 3 года        | 20—30         | 80—120  | 80—100                            |
| 6 лет         | 12—25         | 70—110  | 80—100                            |
| 10 лет        | 12—20         | 60—90   | 90—120                            |

Сочетанное повреждение в детском возрасте является не исключением, а правилом. Внутренние повреждения должны всегда предполагаться, даже если они не очевидны. В отличие от взрослых детский организм в большей мере способен поддерживать артериальное систолическое давление даже при 25—30 % кровопотери. Это является одним из препятствий для диагностирования шока. Гиповолемический шок сопровождающий кровопотерю — наиболее вероятная причина шока при детских травмах. Геморрагический шок не определяется абсолютным значением кровяного давления. Острая кровопотеря стимулирует периферический и центральные рецепторы, что приводит к увеличенной выработке катехоламинов и кортикостероидов. Организм отвечает увеличенными периферическим сосудистым сопротивлением, систолическим объёмом и сердечным ритмом. Организм ребёнка способен существенно увеличить сердечный ритм и периферическое сосудистое сопротивление и часто даже при гиповолемическом шоке иметь нормальное кровяное давление. С течением времени кровяное давление падает после потери 25—30 % объёма крови. В подростковом возрасте кровяное давление имеет тенденцию падать при менее значительной кровопотере и поэтому обнаруживается быстрее. Незначительные изменения в сердечном ритме, кровяном давлении, пульсовом артериальном давлении, наполнении капилляров могут свидетельствовать об угрожающей сердечно-сосудистой недостаточности. Дополнительным симптомом прекращения перфузии органа могут служить уровень молочной кислоты.
Основанием для оперативного вмешательства могут быть следующие признаки: гемодинамическая нестабильность несмотря на активные реанимационные действия, трансфузия более чем 50 % объёма крови, пневмоперитонеум, интраперитонеальный разрыв мочевого пузыря, серьёзные вазоренальное повреждение, эвисцерация, перитонит.